# 布里森湖
52°06′35″N 13°36′15″E / 52.109792°N 13.604121°E

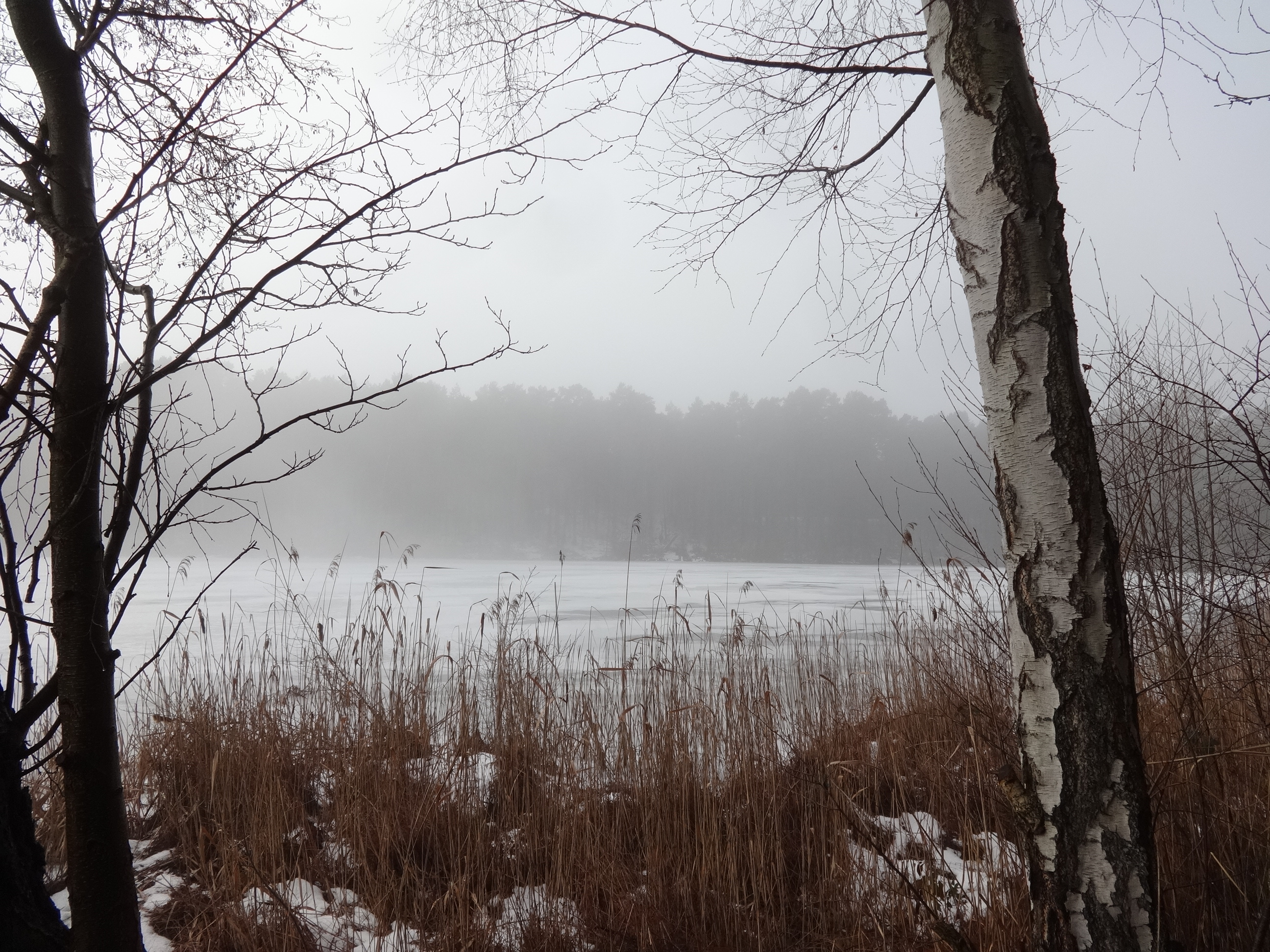

布里森湖（德語：Briesensee），是德國的湖泊，位於該國東北部，由勃蘭登堡州負責管轄，處於達默-施普雷瓦爾德縣，該湖泊長0.4公里、寬0.2公里，海拔高度39米。